# Kirchditmold
Kirchditmold ist einer von 23 Stadtteilen der nordhessischen Großstadt Kassel (Hessen, Deutschland).

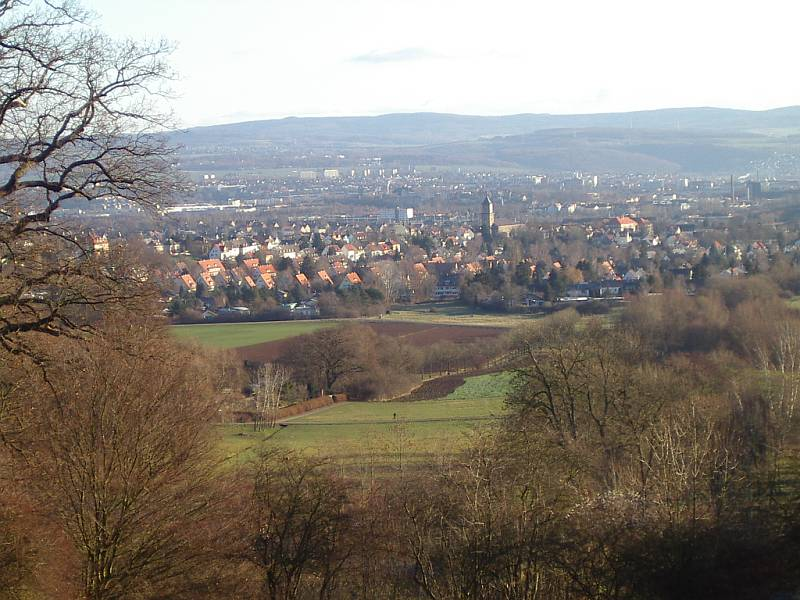
Kirchditmold mit Blick von der Wilhelmshöhe

## Lage
Kirchditmold liegt 3,5 km westnordwestlich der Kasseler Innenstadt am Fuße des Hohen Habichtswaldes auf einem Ausläufer des Lindenbergs. Das auf der Anhöhe gelegene Zentrum des Ortes, in dem sich die Kirche Kirchditmold und die Einkaufsstraßen Teich- und Zentgrafenstraße befinden, weist dörfliche Strukturen auf, der Rest Kirchditmolds ist von Einfamilienhaus-Siedlungen geprägt.
Kirchditmold grenzt an Bad Wilhelmshöhe, Harleshausen, Rothenditmold und den Vorderen Westen. Der Ort ist als Stadtteil im Jahr 1906 nach Kassel eingemeindet worden.
Der Westen Kirchditmolds, der direkt an den Bergpark Wilhelmshöhe angrenzt, gehört zu den gehobenen Wohngegenden der Stadt Kassel.

## Geschichte
Kirchditmold wurde im Jahr 1019 erstmals urkundlich erwähnt, wurde jedoch spätestens zur Zeit des Bonifatius angelegt. Der heilige Heimerad predigte Anfang des elften Jahrhunderts in „Ditmelle“. Der damaligen Martinskirche, die auf einer Anhöhe an der Stelle einer viel älteren heidnischen Opferstätte errichtet wurde, kam in fränkischer Zeit als Sitz eines Erzpriesters Bedeutung zu.
Ab dem Ende des elften Jahrhunderts unterstand das Obergericht Kirchditmold den Grafen von Schauenburg, die diesem ihren Titel als Grafen verdankten.
Als 1247 mit Heinrich Raspe IV. der letzte Landgraf von Thüringen aus dem Geschlecht der Ludowinger starb, versuchte der Mainzer Erzbischof Siegfried III. von Eppstein sich unter Berufung auf uralte Rechte des Gerichts Ditmold und der Stadt Kassel zu bemächtigen und begann den Thüringisch-hessischen Erbfolgekrieg. Am 26. März desselben Jahres belehnte er Hermann und Heinrich von Wolfershausen mit dem Obergericht zu Ditmold.
1385 wurde Kirchditmold während der Belagerung von Kassel durch Balthasar von Thüringen geplündert.
Die Bevölkerung Kirchditmolds trat zwischen 1524 und 1534 unter Pfarrer Hektor Walter zum evangelischen Bekenntnis über.
Während des Siebenjährigen Krieges war Kirchditmold ein Zentrum der Auseinandersetzungen. Es haben zahlreiche Kämpfe und Truppenbewegungen stattgefunden, die der damalige Pfarrer Johann Christoph Cuntz detailliert protokolliert hat.
Nachdem am 26. April 1780 der Turm der alten Kirchditmolder Taufkirche einstürzte, wurde von 1787 bis 1792 an gleicher Stelle die heutige Kirche Kirchditmold errichtet.
Am 1. April 1906 wurde Kirchditmold nach Kassel eingemeindet, 1928 der Gutsbezirk Oberförsterei Kirchditmold ebenfalls.

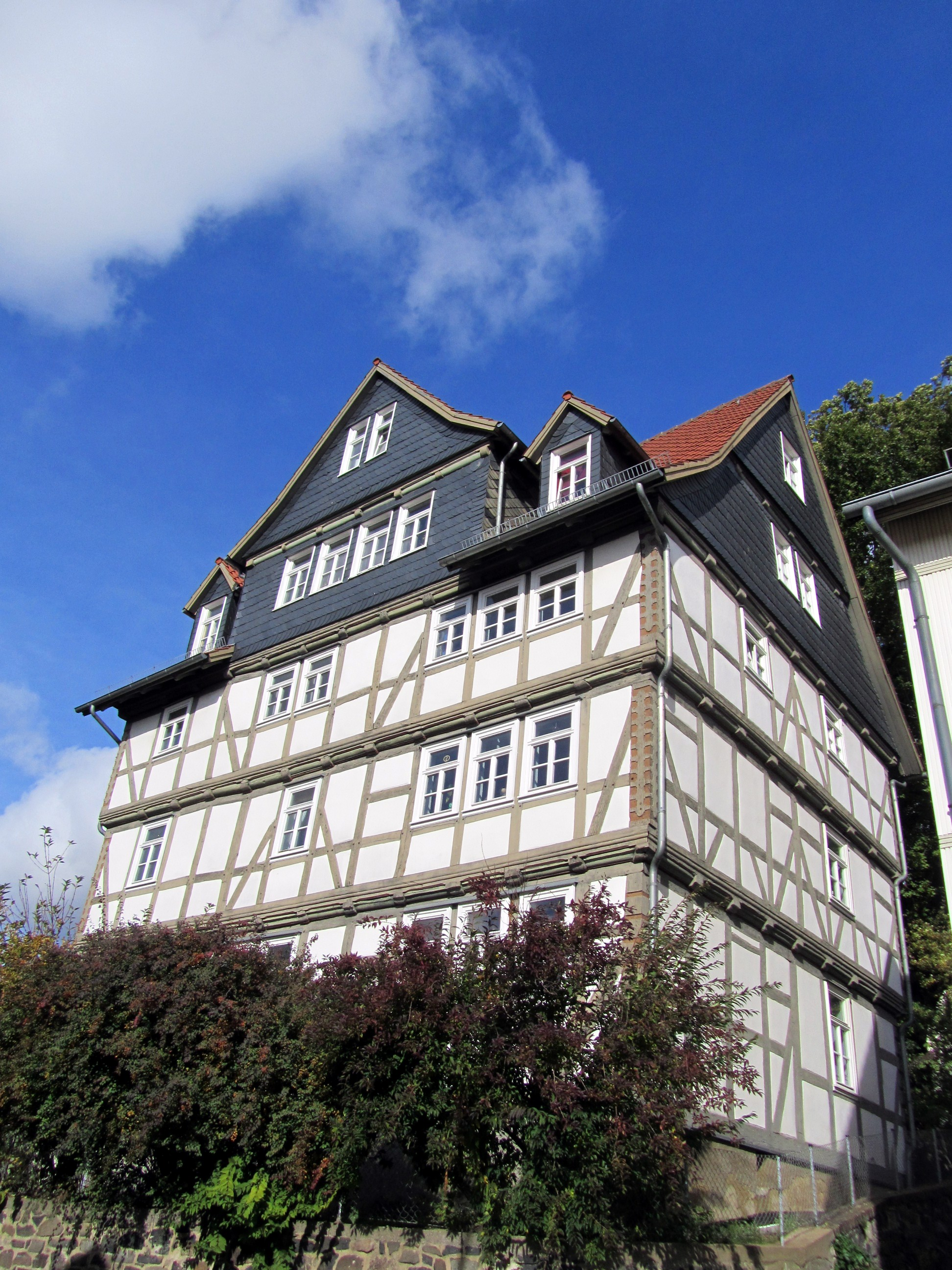
Altes Pfarrhaus in Kirchditmold
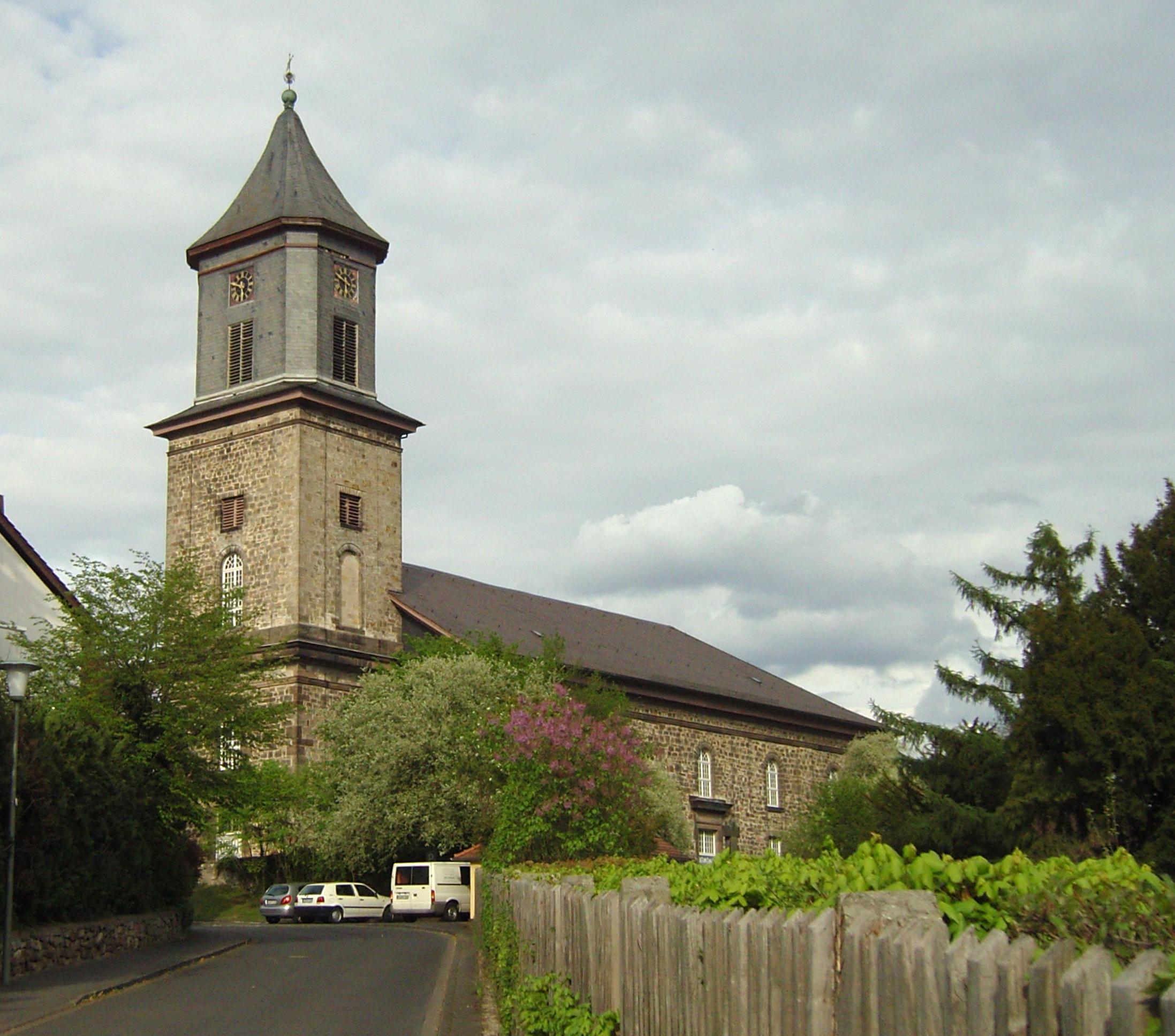
Kirche von Kirchditmold
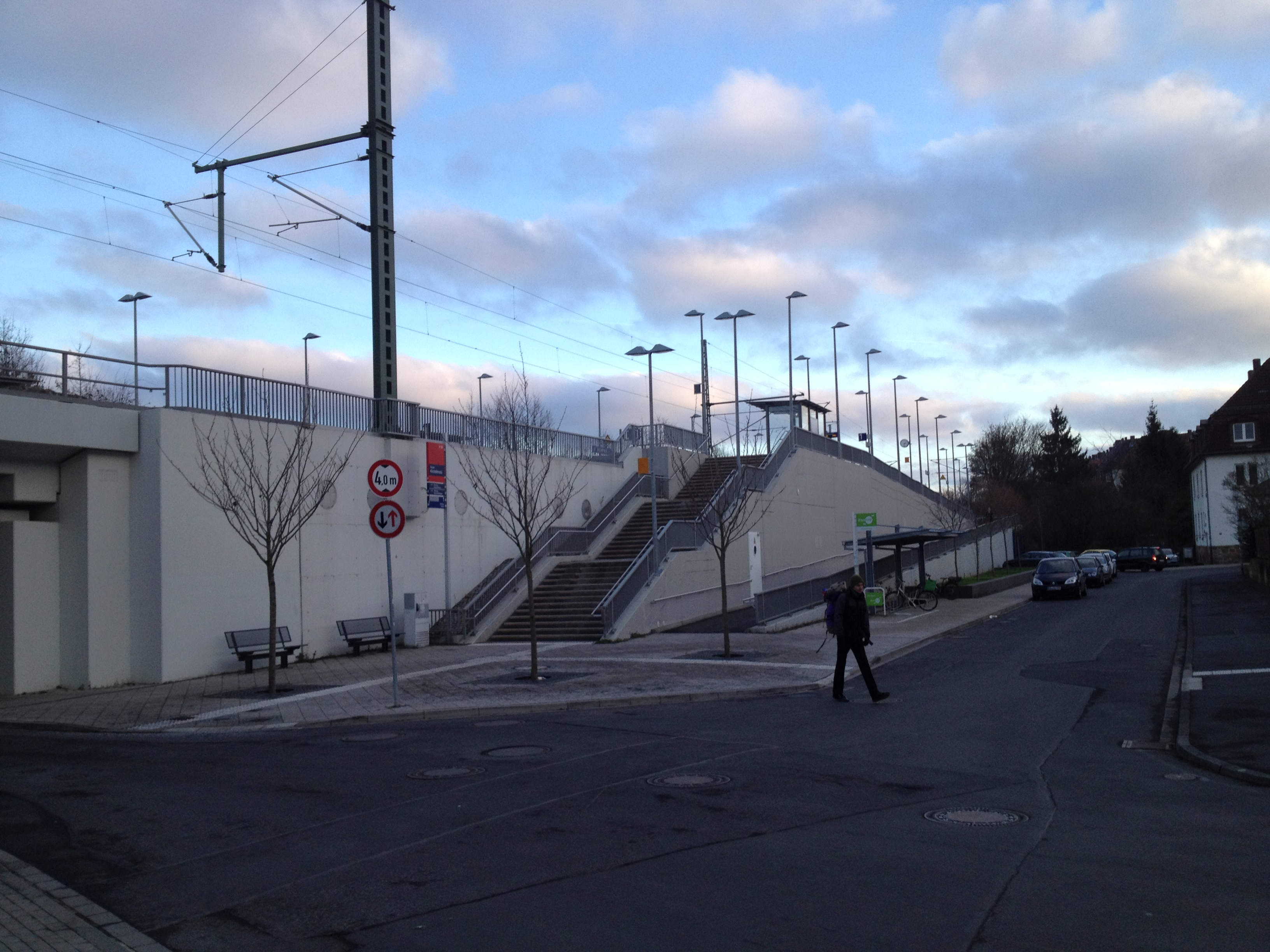
Vorplatz des Bahnhofs
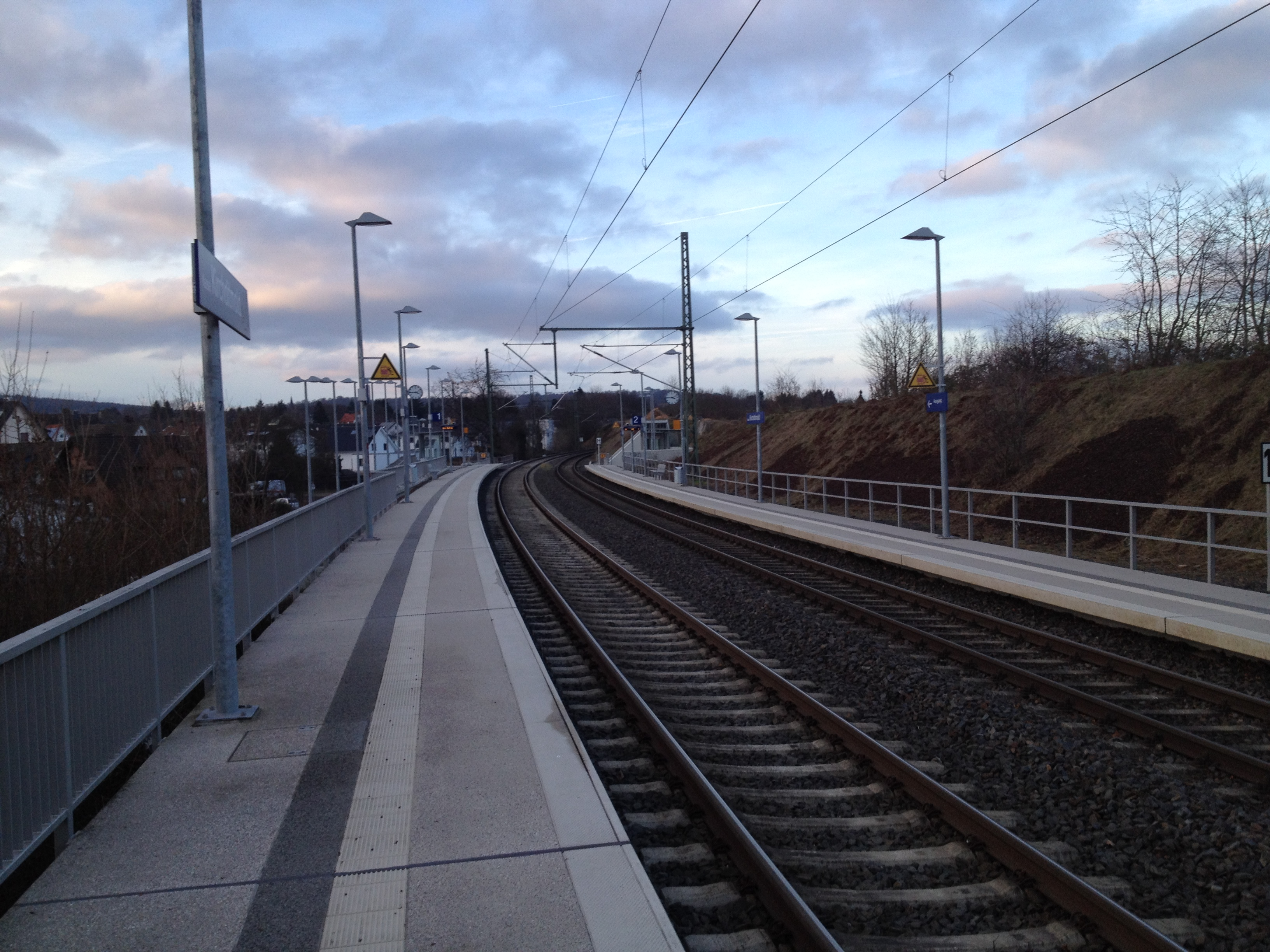
Bahnsteige des Bahnhofs

### Historische Namensformen
- Diethmelle (1019)
- Thiedmali (1081)
- Deithmelle (1123)
- Dytmelle (1247)
- Dithmelde (1306)
- Kirgdidmelle (1333)
- Kirchdietmol (1459)
- Kirchditmold (1708)

Ältere Namen des Ortes ohne den Zusatz „Kirch-“ beziehen sich zweifellos auf Kirchditmold, da Rothenditmold durchgehend mit Namenszusätzen vom älteren und größeren Kirchditmold unterschieden wurde (wie etwa „Rodendithmelle“, „Wenigen-Ditmoln“ oder „Minori/Inferiori Deytmelle“).

## Politik

### Ortsbeiratswahl
Die Wahlbeteiligung bei der Ortsbeiratswahl 2021 lag bei 55,1 %.
| Ortsbeiratswahl Kirchditmold 2021Wahlbeteiligung: 55,1 % 403020100 36,0 %19,5 %17,9 %12,7 %9,7 %2,6 %1,9 % GrüneSPDCDUKBdLinkeFWFDPGewinne und Verlusteim Vergleich zu 2016 %p 10 8 6 4 2 0 −2 −4 −6 −8−10−12+0,6 %p−10,4 %p−1,8 %p+7,5 %p+9,7 %p−3,0 %p−2,3 %pGrüneSPDCDUKBLinkeFWFDPAnmerkungen:d KRITISCHE BÜRGER | Sitzverteilung im Ortsbeirat Kirchditmold 2021Insgesamt 11 Sitze - Linke: 1 - KRITISCHE BÜRGER: 2 - SPD: 2 - Grüne: 4 - CDU: 2 |

### Wahlen im Stadtteil
| Jahr | Wahl                        | Wbt.  | Grüne | SPD  | CDU  | Linke | AfD | BSW | FDP | FW  | KB   | Sonst. |
| ---- | --------------------------- | ----- | ----- | ---- | ---- | ----- | --- | --- | --- | --- | ---- | ------ |
| 2025 | Bundestagswahl              | 86,6  | 23,2  | 22,0 | 19,6 | 14,6  | 9,6 | 4,4 | 3,3 | 0,5 | —    | 2,8    |
| 2024 | Europawahl                  | 70,2  | 25,6  | 18,5 | 19,8 | 6,0   | 6,7 | 5,4 | 4,3 | 0,7 | —    | 13,0   |
| 2023 | Landtagswahl                | 68,3  | 27,0  | 18,4 | 25,6 | 8,0   | 9,4 | —   | 3,9 | 2,1 | —    | 5,6    |
| 2021 | Bundestagswahl              | 81,4  | 28,1  | 28,0 | 15,3 | 8,6   | 4,6 | —   | 8,9 | 0,8 | —    | 5,7    |
| 2021 | Ortsbeirat                  | 55,1  | 36,0  | 19,5 | 17,9 | 9,7   | —   | —   | 1,9 | 2,6 | 12,7 | —      |
| 2021 | Stadtverordnetenversammlung | 55,0  | 35,0  | 21,3 | 19,5 | 11,5  | 3,5 | —   | 4,9 | 2,0 | —    | 2,31   |
| 2016 | Ortsbeirat                  | 54,0  | 35,4  | 29,9 | 19,7 | —     | —   | —   | 4,2 | 5,6 | 5,2  | —      |
| 2016 | Stadtverordnetenversammlung | 54,0  | 23,3  | 27,0 | 19,2 | 10,8  | 8,7 | —   | 6,4 | 3,6 | —    | 1,12   |
| 2011 | Ortsbeirat                  | 52,1  | 39,4  | 35,3 | 22,8 | —     | —   | —   | 2,4 | —   | —    | —      |
| 2011 | Stadtverordnetenversammlung | 51,9  | 30,9  | 31,5 | 23,0 | 6,7   | —   | —   | 3,7 | 1,5 | —    | 2,63   |
| 2006 | Ortsbeirat                  | 45,0  | 32,4  | 34,8 | 30,0 | —     | —   | —   | 2,8 | —   | —    | —      |
| 2001 | Ortsbeirat                  | k. A. | 28,5  | 34,1 | 30,9 | —     | —   | —   | 6,5 | —   | —    | —      |

Fußnoten
1 2021: zusätzlich: Bienen: 1,5 %; PARTEI: 0,8 %

2 2016: zusätzlich: Piraten: 1,1 %

3 2011: zusätzlich: Piraten: 1,7 %; AUF-Kassel: 0,9 %

## Verkehr
Per Kasseler ÖPNV ist der Stadtteil über die Straßenbahnlinie 8 und die Buslinien 11, 12, 14 und 110 zu erreichen.
Außerdem ist seit Ende April des Jahres 2008 der Stadtteil an das Regiotram-Netz durch den Neubau eines Bahnhofs angeschlossen.
| Linie | Verlauf | Takt                                           |
| ----- | --- | ---------------------------------------------- |
| RT1   | Hofgeismar-Hümme – Hofgeismar – Grebenstein – Immenhausen – Espenau-Mönchehof – Vellmar-Obervellmar – Vellmar-Osterberg/EKZ – Kassel Jungfernkopf – Kassel-Harleshausen – Kassel-Kirchditmold – Kassel Hbf (tief) – Scheidemannplatz – Wilhelmsstraße/Stadtmuseum – Rathaus/Fünffensterstraße – Rathaus – Friedrichsplatz – Königsplatz – Am Stern – Holländischer Platz/Universität – Halitplatz – Hauptfriedhof – Wiener Straße – Holländische Straße Stand: Fahrplanwechsel Dezember 2021                                                                             | 30 min (werktags) 60 min (sonn-/feiertags)     |
| RT4   | Wolfhagen – Altenhasungen – Oberelsungen – Zierenberg-Rosental – Zierenberg – Fürstenwald – Ahnatal-Weimar – Ahnatal-Heckershausen – Ahnatal-Casselbreite – Vellmar-Obervellmar – Vellmar-Osterberg/EKZ – Kassel Jungfernkopf – Kassel-Harleshausen – Kassel-Kirchditmold – Kassel Hbf (tief) – Scheidemannplatz – Wilhelmsstraße/Stadtmuseum – Rathaus/Fünffensterstraße – Rathaus – Friedrichsplatz – Königsplatz – Am Stern – Holländischer Platz/Universität – Halitplatz – Hauptfriedhof – Wiener Straße – Holländische Straße Stand: Fahrplanwechsel Dezember 2021 | 60 min 30 min (Zierenberg–Holl. Str. werktags) |

Im Norden wird Kirchditmold von der Bundesstraße 251 tangiert. Von 1944 bis 1962 fuhr ein Oberleitungsbus zwischen Kirchditmold, Harleshausen und Wilhelmshöhe.

## Persönlichkeiten, Töchter und Söhne
- Johann Christoph Cuntz (1718–1804), Pfarrer und Historiker in Kirchditmold[4]
- Friedrich Wilhelm Müller (1801–1889), deutscher Maler
- Wilhelm Speck (1861–1925), Schriftsteller, Dichter, evangelischer Pastor und Gefängnisseelsorger und Pädagoge; war Pfarrverweser in Kirchditmold
- Paul Trömel (1881–1949), deutscher Soldat und Politiker (FVP), von Februar 1904 bis 1906 letzter Bürgermeister von Kirchditmold
- Hans Eichel (* 1941), ehemaliger Bundesfinanzminister, ehemaliger Hessischer Ministerpräsident und ehemaliger Oberbürgermeister von Kassel; lebt in Kirchditmold
- Sven Schoeller (* 1973), deutscher Politiker (Grüne), Rechtsanwalt und Oberbürgermeister der Stadt Kassel; lebt in Kirchditmold